# Якуб из Калиновки
Я́куб из Кали́новки (Калиновский, лат. Jakub Calinovius, пол. Jakub z Kalinówki; ум. ок. 1583) — протестантский теолог и писатель, идеолог радикальной реформации в Великом княжестве Литовском.

## Биография
Родился в крестьянской или бедной шляхетской семье в Калиновке на Подляшье. В 1560-е годы проповедовал в антитринитарианском сборе в имении канцлера Великого княжества Литовского кальвиниста Остафия Воловича. В 1568 году на проходившем в Ивье синоде литовских братьев Якуб вместе с Павлом из Визны вёл полемику с лидером правого крыла антитринитариев Симоном Будным по вопросу о светской власти и владении челядью невольной. В следующем году вместе с Мартином Чеховицем и другими единомышленниками основал в Ракове общину, обязанностью каждого члена которой было зарабатывать себе на хлеб только своими руками.

## Взгляды
Как Пётр из Гонёндза был ярым сторонником социального равенства. Ссылаясь на Библию, утверждал, что Бог создал всех людей из одной крови, поэтому все люди братья, и никто не имеет права властвовать над другими. Считал, что источником социального неравенства является частная собственность. Выступал за ненасильственное преодоление неравенства через нравственное самоусовершенствование и мирный бойкот существующих общественно-государственных институтов. 